# Пажиці (Нижньосілезьке воєводство)
Пажиці (пол. Parzyce, нім. Paritz) — село в Польщі, у гміні Новоґродзець Болеславецького повіту Нижньосілезького воєводства.
Населення — 758 осіб (2011).
У 1975-1998 роках село належало до Єленьоґурського воєводства.

## Демографія
Демографічна структура станом на 31 березня 2011 року:
|          | Загалом | Допрацездатний вік | Працездатний вік | Постпрацездатний вік |
| -------- | ------- | ------------------ | ---------------- | -------------------- |
| Чоловіки | 381     | 98                 | 248              | 35                   |
| Жінки    | 377     | 95                 | 225              | 57                   |
| Разом    | 758     | 193                | 473              | 92                   |